# Cyperus pannonicus
Cyperus pannonicus är en halvgräsart som beskrevs av Nikolaus Joseph von Jacquin. Cyperus pannonicus ingår i släktet papyrusar, och familjen halvgräs. Inga underarter finns listade i Catalogue of Life.